# Petru Ivireanul
Petru Ivireanul (în georgiană პეტრე იბერი, transliterat: p'et're iberi; n. secolul al IV-lea d.Hr., Regatul Iberia – d. 491 d.Hr., Yavne-Yam⁠(d), Districtul Central, Israel) a fost un prinț regal, teolog și filozof georgian, considerat o figură proeminentă de la începutul creștinismului și unul dintre fondatorii neoplatonismului creștin. Unii cercetători au susținut că el este autorul lucrărilor scrise sub pseudonimul Pseudo-Dionisie Areopagitul.
A întemeiat prima mănăstire georgiană din Betleem și a devenit episcopul orașului Maiuma, din apropierea Gazei. Cele mai vechi inscripții georgiene Bir el Qutt îl menționează pe Petru împreună cu tatăl său.

## Biografie
S-a născut în dinastia Chosroid a regilor Iviriei (Georgia de Est) și s-a numit inițial Murvan (alternativ, Nabarnugios), prințul Iviriei (Kartli). Tatăl său, regele Bosmarios al Iviriei, l-a invitat pe filosoful eunuc Mithradates din Lazica să participe la educația lui Murvan. Pentru un timp copilul a fost ținut ascuns pentru a nu fi luat ca ostatic de persani.
În 423, la vârsta de aproximativ 12 ani, prințul a fost trimis ca ostatic politic la Constantinopol pentru a asigura loialitatea Iviriei față de bizantini și a întări alianța Iviriei cu Imperiul Roman de Răsărit împotriva Persiei. Aici a primit o educație filozofică și teologică sub patronajul personal al împărătesei romane Aelia Eudocia, soția împăratului Teodosie al II-lea.
Potrivit biografului său, Ioan Rufus, Petru a dus o existență austeră și a refuzat să scrie sau să primească scrisori din Iviria pentru a nu-și submina disciplina ascetică. Când avea vârsta de aproximativ douăzeci de ani, tânărul prinț, împreună cu mentorul său, Mithradates, a părăsit palatul și a plecat într-un pelerinaj în Palestina bizantină, devenind călugăr la Ierusalim sub numele de Petru. În anul 430 a fondat propria mănăstire la Betleem (cunoscută mai târziu ca Mănăstirea Georgiană din Betleem). În anul 445 a fost hirotonit preot. Însoțit de Mithradates (călugărit sub numele de Ioan), a călătorit prin mai multe țări din Orientul Apropiat și s-a stabilit definitiv în orașul Maiuma din apropiere de Gaza.
În anul 452 a fost consacrat episcop al Maiumei de episcopul monofizit al Ierusalimului și a îndeplinit această funcție timp de șase luni înaintea alungării creștinilor de către conducătorul local. Petru a plecat în Egipt, unde a găsit refugiu la Mănăstirea Enaton, dar, după un deceniu s-a întors în Palestina. A câștigat acolo numeroși adepți și discipoli. Potrivit surselor medievale, a fost autor al mai multor scrieri religioase celebre. Cu toate acestea, niciuna dintre ele nu s-a mai păstrat. În anul 457 a fost unul dintre episcopii care l-au consacrat pe Timotei Ailurus ca episcop al Alexandriei. S-a aflat în bune relații cu Petru al II-lea, episcopul Antiohiei (469-471, 476, 485–488).
Episcopul Petru Ivireanul a murit în anul 491 la Yavneh-Yam, portul orașului antic Iamnia, și a fost înmormântat în mănăstirea sa din apropierea orașului Gaza.

## Opinii cu privire la poziția sa față de doctrina calcedoniană
Teologi ai diverselor biserici răsăritene au susținut că el s-ar fi abătut de la doctrina calcedoniană. Aceste biserici (armeană, coptă etc.) consideră că Petru Ivireanul era miafizit și anticalcedonian, opinie respinsă de Biserica Ortodoxă Georgiană. Deși biografiile sale nu discută acest aspect, unii cercetători apropiați surselor teologice armene acceptă ideea că el a fost un anticalcedonian, în timp ce alții nu. De exemplu, David Marshall Lang crede că Petru ar fi putut fi monofizit, în timp ce Șalva Nuțubidze și Ernest Honigmann cred că el a fost un filosof neoplatonician.

## Hagiografii
Hagiografia lui Petru a fost scrisă de ucenicul său, Ioan Rufus (Ioan de la Beth Rufina), care a devenit ulterior succesorul său ca episcop de Maiuma.
- Așa-numita versiune siriacă după textul original grecesc al lui Ioan Rufus, datează din secolul al VIII-lea.
- Așa-numita versiune georgiană scrisă inițial în limba greacă de contemporanul lui Petru, Zacharias Rhetor, episcopul de Mitilene, a fost păstrată într-un manuscris din sec. al XIII-lea.